# Ріккардо Моранді
Ріккардо Моранді (1 вересня 1902 — 25 грудня 1989) — італійський інженер, найвідоміший за його інноваційне використання залізобетону. Серед його найвідоміших робіт був Міст Генерала Рафаеля Урданети у Венесуелі, завдовжки 8 км через озеро Маракайбо, що включає сім вантових прольотів на незвичайних опорах.

## Кар'єра

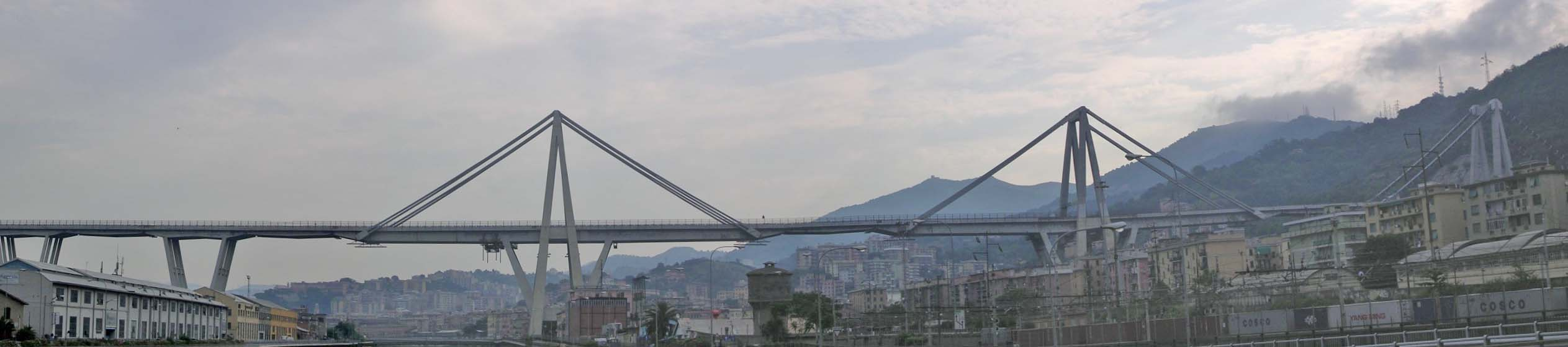
Міст Моранді, Генуя, Італія

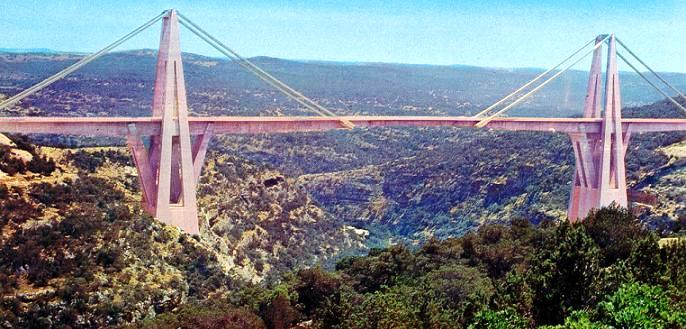
Міст Ваді-Ель-Куф, Лівія

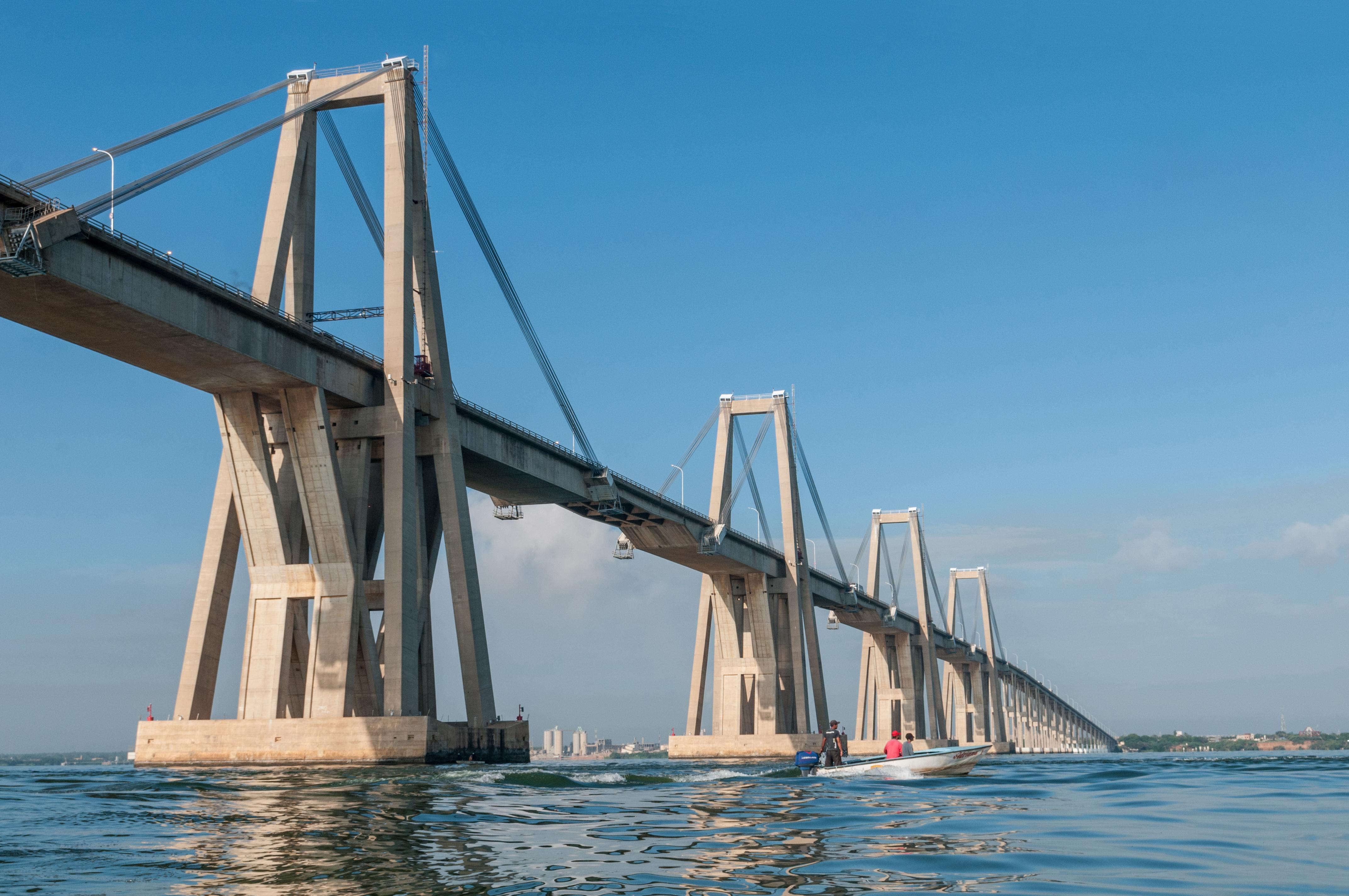
Міст Генерала Рафаеля Урданети

Моранді народився в Римі. Після його закінчення в 1927 році, Моранді придбав досвід в Калабрії в роботі з залізобетонном. Після повернення в Рим, щоб відкрити свою фірму, він продовжував технічну розвідку армованих і попередньо напружених залізобетонних конструкцій і розпочав розроблення низки нових споруд і мостів.
Моранді був призначений професором конструкції мостів як в Університеті Флоренції так і  в Університеті Риму.
Роботами Ріккардо Моранді :
- Понте Моранді (Тоскана)[it], Італія, 1953.
- Міст Пауля Зауера , Східний Мис, Південна Африка, 1956
- Понте Амеріго Веспуччі, Флоренція, Італія, 1957
- Віадук Fiumarella , Катандзаро, Італія, 1960
- Міст Kinnaird, Каслгар, Канада, 1960
- Міст Генерала Рафаеля Урданети Лаго-де-Маракайбо, Венесуела, 1962, частково обрушився в 1964 році після удару танкера[5]
- Понте Моранді, частина Віадука Полчевера, Генуя, Італія, 1967, чотири вантових прольоти, частково обвалився  14 серпня 2018 року[6]
- Пуенте-де-ла-Унідад Національ, річка Гуаяс, Гуаякіль, Еквадор, 1970, Балочний міст
- Міст Ваді-Ель-Куф , Лівія, 1971, три вантових прольоти (протягом семи років, 281 м Центральний проліт був найдовшим залізобетонним вантовий прольотом в світі)[7]
- Міст Карпинето, Потенца, Італія, 1973, три вантових прольота
- Міст Пумарейо , на річці Магдалені, Баранкілья, Колумбія, 1974

Він також брав участь у будівництві лінії електропередач, що перетинають Мессинську протоку.
Вантові мости відрізняються Моранді малим числом опор, частіше всього дві в прольоті, і часто виготовлені з попередньо напруженого залізобетону замість звичніших сталевих тросів. 
Щоб пройти перевірку на безпеку, мости Моранді вимагають значного технічного обслуговування і регулярного ремонту. Третій проліт Понте Моранді звалився в Генуї 14 серпня 2018 року — 43 загиблих. Два інших головних прольоти залишилися стояти. Причина аварії залишається невідомою. 2016 року міст Моранді був описаний як «поразка інженерії». Це було пов'язано із зростанням витрат на технічне обслуговування. В жовтні 2017 року міст Ваді Ель Куф був закритий з міркувань безпеки, коли після перевірок було виявлено потенційні тріщини у конструкції.